# 塔勒嘎特·尼格马图林
塔勒嘎特·卡德罗维奇·尼格马图林（1949年3月5日—1985年2月11日），苏联演员，武术家。出生于吉尔吉斯斯坦的一户鞑靼人和乌兹别克族家庭。他参与了许多电影的演出，其中最为知名的是《20世纪的海盗》。
在20世纪80年代早期，塔勒嘎特加入了由伪科学家阿拜·伯鲁巴耶夫（伏龙芝人）和灵媒米尔扎·肯巴特巴耶夫（努库斯人）领导的教派，该教派成员包括记者、作家和艺术家。该教派宣扬一种结合了禅宗和秘教的被称为“第四道”的宗教理论。1985年2月初，米尔扎和阿拜的“学校”发生了分裂：来自维尔纽斯的几名学生决定终止与该教派的联系。阿拜亲自去澄清情况并请塔勒嘎特去协助他以便勒索钱财，塔勒嘎特断然拒绝。1985年2月10日夜晚，维尔纽斯市中心列宁大街49号的公寓楼里，塔勒嘎特被多人殴打致死，他的尸体在浴室里被发现。不久后被安葬于塔什干。